# Yuezhi
Los yuezhi (chino simplificado: 月氏; pinyin: Yuèzhī, Ròuzhī o Rùzhī; Wade-Giles: Yüeh4-chih1, Jou4-chih1 o Ju4-chih1) o kushán fueron un antiguo pueblo iranio nororiental (estrechamente emparentado con bactrianos y sacas, entre otros) descrito por primera vez en las historias chinas del siglo V AEC como pastores nómadas que vivían en los pastizales semiáridos del Gansú occidental hacia el siglo IV AEC.
En el 176 AEC los kushán fueron derrotados por los Xiongnu y tuvieron que abandonar esta zona, dividiéndose c. 165 AEC en dos grupos que emigraron en distintas direcciones: los Yuezhi Mayores (Dà Yuèzhī 大月氏) y los Yuezhi Menores (Xiǎo Yuèzhī 小月氏).
Los Yuezhi Menores (la parte minoritaria) se dividieron en varios subgrupos que se repartieron cerca del Gansú y terminaron diluyéndose en las poblaciones vecinas.
Los Yuezhi Mayores emigraron hacia el oeste hasta la zona del valle del río Ilí (actualmente en la frontera entre China y Kazajistán), desplazando a su vez a las tribus sakas (pueblos escitas) que estaban asentadas allí (a su vez, estos sakas emigraron hacia el sur y formaron Estados hasta la India). Poco tiempo después, fueron expulsados por los Wusun y emigraron hacia la Sogdiana y, después, hacia Bactriana, destruyendo el Reino grecobactriano. Por eso, se suele identificar a los Yuezhi Mayores con pueblos que las fuentes greco-latinas llamaron Tójari (griego Τοχάριοι Tókharoi; sánscrito Tukhāra) y los Asii (o Asioi). Durante el siglo I AEC, una de las cinco parcialidades de los Yuezhi Mayores, los kushanas (chino: 貴霜; pinyin: Guìshuāng), unifica a las cinco tribus, formando el Imperio Kushán. A partir de entonces, llevan a cabo una expansión que les lleva hasta Turfán (Cuenca del Tarim), Jorasmia y hasta Pataliputra (en la llanura Indogangética). El Imperio Kushán jugó un papel importante en el desarrollo de la Ruta de la Seda y de la transmisión del budismo por esa ruta hasta la China Han. Mantuvo contactos amistosos y comerciales con el Imperio Chino y el Imperio Romano y hostiles con el Imperio Parto.

## El nombre «tocario»
En toda la literatura científica y de divulgación hay una enorme confusión a la hora de emplear el término tocario, siendo aplicado a dos pueblos claramente diferentes pero confundidos numerosas veces: los kushán/yuezhi (un pueblo que ahora sabemos que es iranio nororiental estrechamente emparentado con bactrianos y sakas, con su primera localización conocida en el Gansú occidental) y los turfanos/kucheanos (un pueblo también indoeuropeo pero de una rama independiente, localizado siempre en el borde norte de la Cuenca del Tarim).

### Aplicación al pueblokushán/yuezhioriginario del Gansú occidental
Los kushán son un pueblo iranio nordoriental (emparentado con escitas-saka y bactrianos, principalmente) que, procedente como el resto de los pueblos iranios orientales de la Cultura Yaz (1500-1100 AEC, región de Margiana en Turkmenistán), emigran hacia el Gansú occidental hacia 1000-500 AEC.
Los kushán invaden el Reino Grecobactriano en 120 AEC. Los griegos que habitaban en este reino les dieron el nombre de τóχαροι (pronunciado tójari), de donde en latín tocharius (pl. tocharii). Algunos testimonios de tal apelativo griego se encuentran documentados por Estrabón (11.8.2) y luego por Ptolomeo (6.11.6, que los llama tagouraioi). Ahora bien, Thagurus era el nombre que en la Antigüedad los latinos le daban a la Serindia (es decir al territorio principal recorrido por la Ruta de la Seda, territorio llamado Tukaras o Tusharas en sánscrito y Tu-hu-lo en chino).
La instalación de este pueblo en la Bactriana hizo que tal territorio fuera denominado por los persas Tojaristán (también como conocido como Tokaristán o Tokaria durante todo el primer milenio de la era cristiana por un problema de transcripción fonética).
Para entonces, un texto en turco designa a la lengua hablada en dicho país como twqry.
Por tanto, el nombre tocario aplicado al pueblo kushán/yuezhi parece tener un origen griego, del que pasó a los persas y, de ellos, a los árabes.
Los hindúes (que fueron invadidos por ellos y tuvieron contacto directo) los llamaban kushán, aunque en sánscrito fueron conocidos como Tukhāra.
La Bactriana, la tierra en la que se asentaron, fue conocida posteriormente como Tojarístán. 
Ellos mismo se autodenominaban kushano o kushán.
Los chinos los llamaron Yuezhi (月氏, «el clan de la Luna», quizás porque este pueblo rindieron un especial culto a la luna como deidad de la fertilidad o porque yuezhi mantenía cierta parofonía con su autónimo), reservando Guishuang para una de sus cinco parcialidades.
Por lo tanto, en la Antigüedad, el nombre «tocario» se aplicaba solo desde el ámbito griego y al pueblo que hoy podemos llamar kushán/yuezhi.

### Aplicación al puebloturfano/kucheanooriginario del norte de la Cuenca del Tarim
Los turfanos y kucheanos forman parte de una rama que se desgaja del tronco indoeuropeo probablemente a principios del milenio III AEC. Parece que hacia el 1800 AEC ya estaban asentados en la Cuenca del Tarim. Se tiene noticias de ellos hasta c. finales del I EC en el mismo lugar.
En la Antigüedad no se aplicaba el nombre «tocario» a estos pueblos.
El reino más occidental tenía a Kucha como capital. Merced a textos de este reino, se sabe que el gentilicio singular que usaban era el de kushiññe.
El reino más oriental tenía su capital en Turfan, llamada entonces como Kushí o Gushí.
Según algunos investigadores, estos tocarios del Tarim —o parte de ellos— se autodenominaban arcia y serás (lo cual explicaría un poco el apelativo to-caroi que les dieron los griegos). Por tal motivo, se dice que su territorio ancestral fue llamado Serica pasando, por metonimia, tal nombre a ser aplicado por los europeos a China con el significado de país de la seda.

### Situación actual
Como se fue perdiendo la memoria tanto de los kushán/yuezhi como de los turfanos/kucheanos, en el siglo XX a ambos se les llamó «tocarios», siendo confundidos sistenáticamente.
En la actualidad se viene consolidando el término tocario para los turfanos/kucheanos del Tarim. Es confuso el uso de ese término para los kushán/yuezhi; incluso, los investigadores que han logrado identificar en 2023 las inscripciones kushán han propuesto para ellos el término eteo-tocario («tocarios verdaderos»), no tocario.
Seguramente, prefiriendo los endónimos a los exónimos y tratando de evitar confusión, sea preferible el uso del término tocario para los turfanos/kucheanos de la Cuenca del Tarim y el término kushán (yuezhi) para los iranios de Bactriana. No obstante, es asunto a debatir.

## Etnicidad del pueblo kushán/yuezhi
Muchos estudiosos han venido suponiendo que los yuezhi/kushán eran un pueblo indoeuropeo.

En la conferencia digital «Discovery of the Almosi inscriptions and its significance in the system of ancient writings of Central Asia» (Academia Nacional de Ciencias de la República de Tayikistán) en Dushanbe (Tayikistán), del 1 de marzo de 2023, se dio a conocer la identidad lingüística del idioma kushán como una lengua irania nororiental, a medio camino entre el idioma bactriano y el idioma jotanés.
En algún momento entre el c. 530 AEC (conquista aqueménida de Asia Central, cuando habitaban el Gansú occidental) y el c. 160 AEC (cuando habitaban el valle del río Ilí) adoptaron la escritura aramea modificada para formar un abúgida, del que se conservan algunas inscripciones hasta el s. III EC, principalmente en su destino final en Bactriana.
Eran unas tribus iranias noroccidentales, estrechamente emparentadas con jorasmios, sogdianos, bactrianos y escitas-sármatas-saka. Originarios de Margiana-Bactriana, adoptaron una vida nómada dedicada al pastoreo hasta su asentamiento definitivo en Bactriana].
Finalmente desaparecieron con posterioridad el siglo III EC mezclados con sus parientes los bactrianos.

## Orígenes del pueblo yuezhi/kushán (hasta c. 210AEC)

### Origen (c. ¿1000-500?AEC)
Al tratarse de un pueblo iranio nororiental, probablemente se encontraba en Margiana y Bactriana como parte de la Cultura Yaz hacia 1500-1100 AEC, tronco del que se desgajó en algún momento del I milenio AEC, separándose del resto de los pueblos iranios nororientales (escitas-sármatas-saka, sogdianos, bactrianos y jorasmios).

### Primeros textos (c. s.IV AEC)
Hay tres textos chinos anteriores a los Han que mencionan a los yuezhi:
- El Libro de Zhuangzi (莊子, actualmente se piensa que fue compilado en el 26 AEC usando textos del los siglos V-II AEC, y no como se suponía antes por Guan Zhong, un funcionario Qi del s. VII AEC),[11] aunque es considerado como un texto filosófico, también contiene historias y anécdotas. Menciona (capítulos 73, 78, 80 y 81) a pastores nómadas conocidos como Yúzhī (禺氏, chino antiguo: *ŋʷjo-kje) o Niúzhī (牛氏, chino antiguo: *ŋʷjə-kje), que suministraban jade a los chinos.[10][12] La exportación de jade de la cuenca del Tarim, desde al menos finales del II milenio AEC, está bien documentada arqueológicamente; por ejemplo, cientos de piezas de jade encontradas en la Tumba de Fu Hao (c. 1200 AEC) se originaron en el área del Reino de Jotán (borde sur de la Cuenca del Tarim).[13] Según esta fuente, los Yúzhī/Niúzhī no entraron en conflicto con los estados chinos, a diferencia de los vecinos xiongnu.
- La novela épica «Crónica del Mu, el Hijo del Cielo» (principios del siglo IV AEC) menciona la llanura donde viven los de Yúzhī (禺知, Chino antiguo: *ŋʷjo-kje), al noroeste de las tierras Zhou.[10]
- El capítulo 59 del Yì Zhōu Shū (chino simplificado: 逸周书; chino tradicional: 逸周書; chino antiguo: *ŋʷjo-kje), probablemente siglo IV-I AEC, menciona al pueblo Yúzhī (禺氏, chino antiguo: *ŋʷjat-tij) que vive al noroeste del dominio Zhou y ofrece caballos como tributo[10] Un suplemento tardío contiene el nombre Yuèdī (月氐, chino antiguo: *ŋʷjat-tij), que puede ser un error ortográfico del nombre Yuèzhī (月氏, chino antiguo: *ŋʷjat-kje) que aparece en textos posteriores.

De estos tres textos chinos se deduce que los kushán/yuezhi estaban asentados en el Gansú occidental,  al menos desde el siglo IV AEC. Su modo de vida era el de pastores nómadas que usaban caballo y arco, de modo idéntico al resto de pueblos nómadas de las estepas (saká, wusun, xiongnu,...). Mantenían buenas relaciones con la China Han (con la que comerciaban jade) y mala con los nómadas con los que competían (sacá, xiongnú, wusun).

### Artefactos de los pueblos nómadas deGansúyNingxia: laCultura Ordos(s.V-IV AEC)
Numerosos artefactos nómadas se atribuyen a las zonas del sur de Ningxia y el sureste de Gansu durante el periodo comprendido entre los siglos V-IV AEC. Son bastante similares a las obras nómadas de Ordos, más al este, y reflejan fuertes influencias escitas.
Algunos de estos artefactos fueron sinicitizados por el vecino estado chino de Qin, probablemente también para consumo nómada. Figuras nómadas con narices largas montadosas en camello también aparecen regularmente en el sur de Ningxia a partir del siglo IV AEC, y pueden representar indoeuropeos, ya sean sakas o kushán.

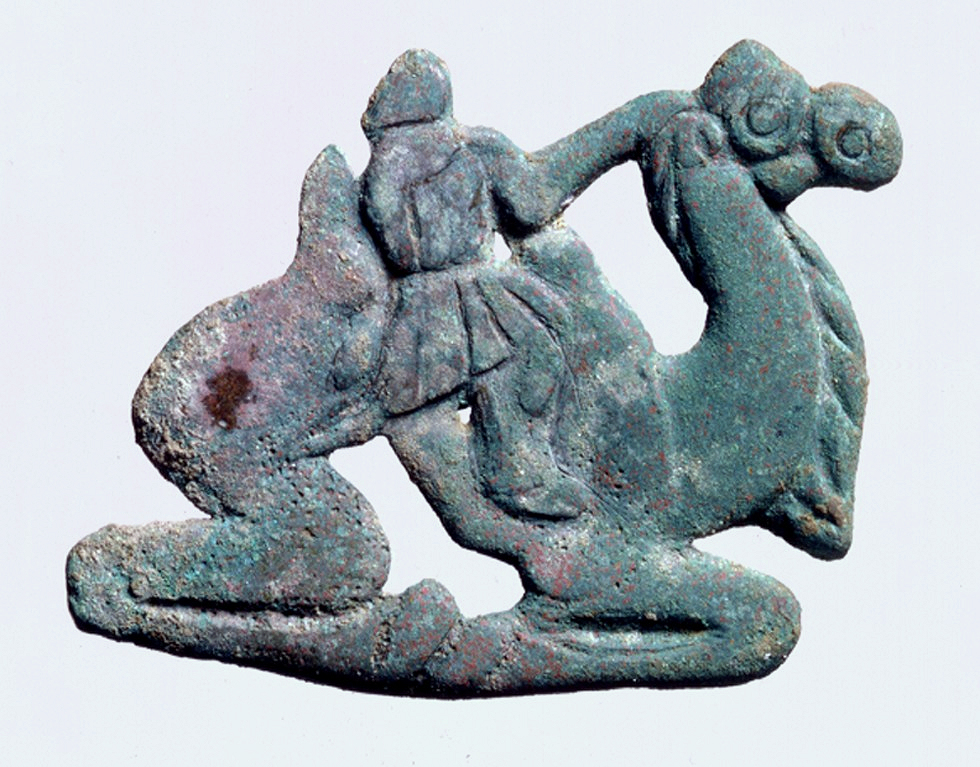
Figura de nómada, con típica nariz larga, sobre un camello bactriano. Sur de Ningxia, s. IV AEC
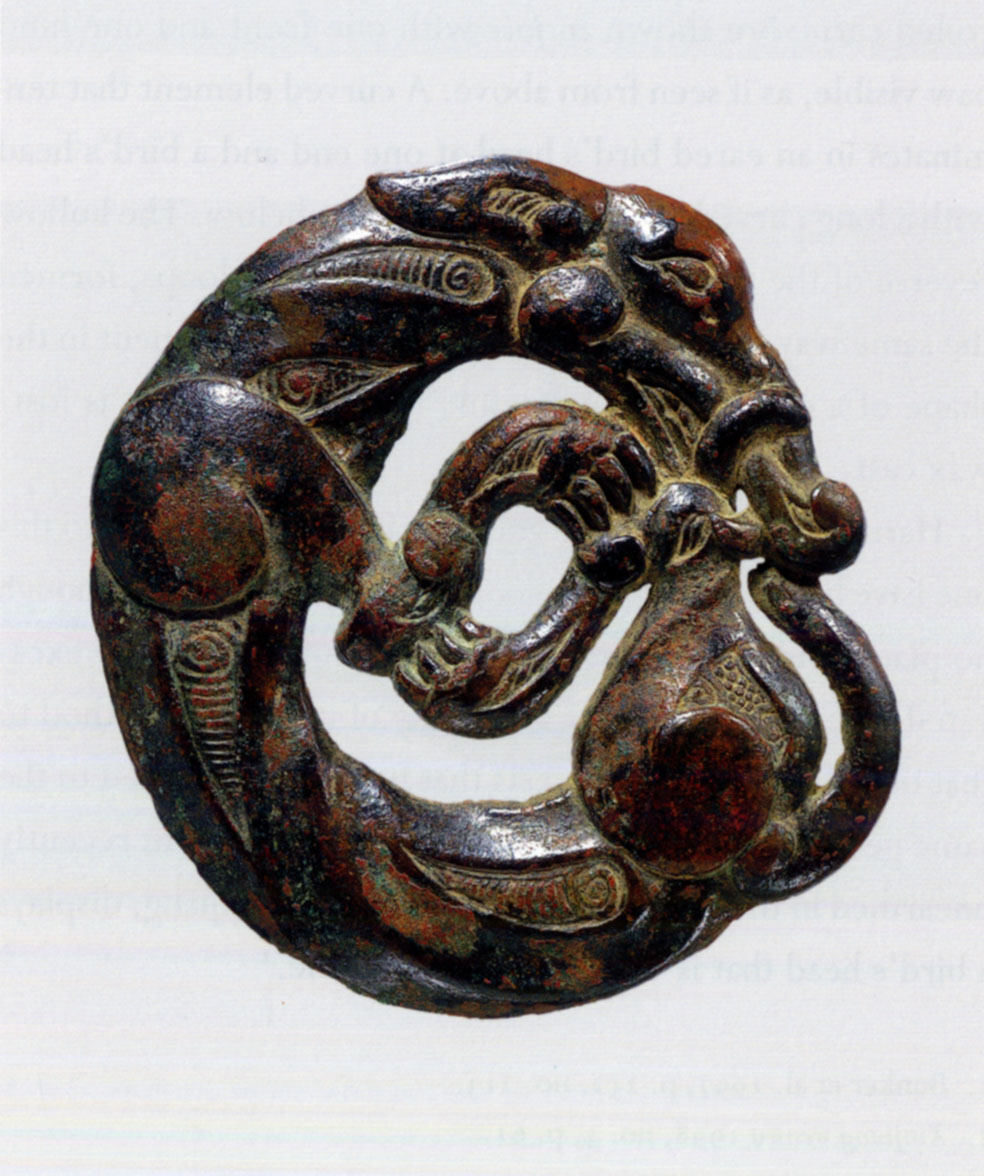
Adorno de arnés en forma de lobo enroscado, característico de los artefactos nómadas del sur de Ningxia y sudeste del Gansu, s.V-IV AEC
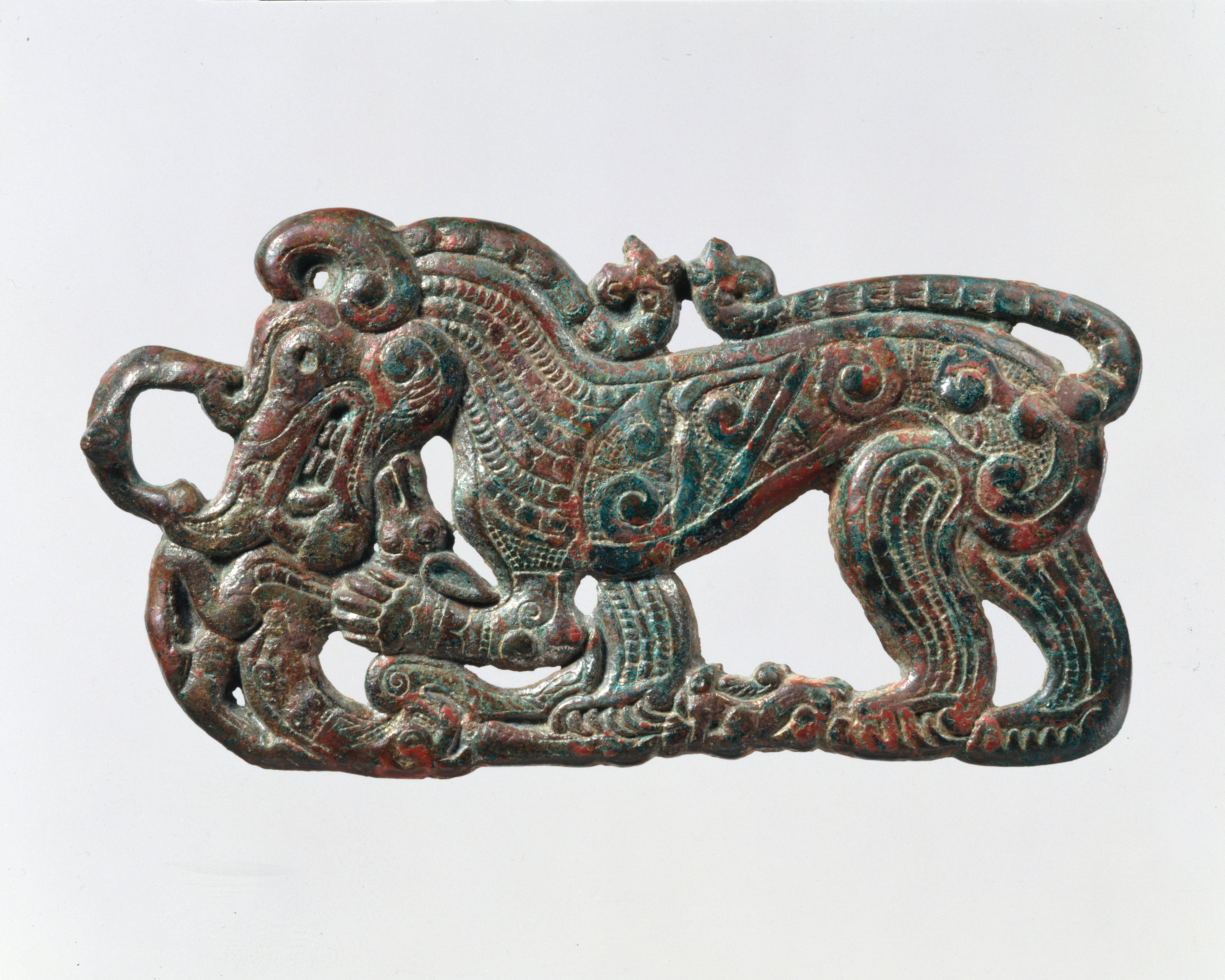
Hebilla de cinturón con forma de lobo en pie, característica de los artefactos nómadas del sur de Ningxia y sudeste de Gansú y relacionado con los estilos escitas de la cultura Pazyryk. s. IV AEC.

## Los kushán/yuezhi en las estepas (desde c. 210AEChasta 165AEC)

### Contactos de los kushán con la dinastía Qin (221-206AEC)
Sima Qian (fundador de la historiografía china) escribe un relato más detallado en el capítulo 123 de su «Memorias históricas» (o «Registros del Gran Historiador», básicamente copia del capítulo 61 del Libro de Han (chino tradicional: 漢書 o 前漢書; chino simplificado: 汉书 o 前汉书; pinyin: Qián Hànshū; Wade-Giles: 'Ch'ien Han Shu) con algunos añadidos aclaratorios.  Describe cómo durante la dinastía Qin (221-206 AEC) se envió a Zhang Qian a comprar jade y caballos militares de gran valor a un pueblo al que llamó Wūzhī (烏氏, chino antiguo: *ʔa-kje), que era dirigido por un hombre llamado Luo. Los Wūzhī intercambiaban estos productos por seda china, que luego vendían a sus vecinos. Esta es probablemente la primera referencia a los yuezhi/kushán como intermediarios en la Ruta de la Seda.
Tanto en las «Memorias históricas» de Sima Qian como en el «Libro de Han» se usa el nombre Yuèzhī (月氏, chino antiguo: *ŋʷjat-kje), compuesto por caracteres que significan «luna» y «clan» respectivamente, es decir, eran llamados el Clan de la Luna por los chinos, por lo que Yuèzhī es un exónimo. Se han publicado varias romanizaciones de este nombre en chino. El iranólogo H. W. Bailey prefería Üe-ṭşi.
 Otra pronunciación china moderna del nombre sería Ròuzhī, basada en la tesis de que el carácter 月 en el nombre es un error de escritura para 肉; sin embargo, Thierry considera esta tesis «completamente errónea».
Según el capítulo 61 del Libro de Han, los Yuèzhī eran una horda de pastores nómadas, de modo de vida semejante a los xiongnu, sus enemigos, disponiendo de 100 000 guerreros. Habitaban entre las montañas de Dunhuang y Qilian, es decir, en el Gansú occidental (aún no han encontrado restos arqueológicos en esta zona).

### Conflictos entre kushán y xiongnu
El relato del capítulo 61 del Libro de Han comienza con los Yuezhi ocupando las praderas al noroeste de China a principios del s.II AEC: «Los Yuezhi Mayores eran una horda nómada. Se movían siguiendo a su ganado, y tenían las mismas costumbres que las de los Xiongnu. Como sus soldados sumaban más de 100.000, eran fuertes y despreciaban a los Xiongnu. En el pasado, vivían en la región entre Dunhuang y Qilian».
La región citada es el actual Gansú occidental, aunque no se han encontrado sus restos arqueológicos de esta época.
Algunos investigadores han argumentado que «Dunhuang» debería ser Dunhong (una montaña en el Tian Shan), y que «Qilian» debería interpretarse como el propio Tian Shan, por lo que desplaza la patria original de los yuezhi 1.000 km más al noroeste, en el norte del actual Xinjiang). Otros autores sugieren que el área identificada por Sima Qian debe considerarse como el centro de un imperio que abarcaría la parte occidental de la llanura mongola, los tramos superiores del río Amarillo, la cuenca del Tarim y, probablemente, gran parte de Asia central, incluidas las montañas de Altái, el sitio de los entierros Pazyryk de la meseta de Ukok.
A finales del s. III AEC, el monarca xiongnu Touman incluso envió a su hijo mayor Modu como rehén de los yuezhi. Los yuezhi a menudo atacaban a sus vecinos los wusun para adquirir esclavos y tierras de pastoreo. Los yuezhi atacaron a los wusuns, mataron a su monarca Nandoumi y tomaron su territorio. El hijo de Nandoumi, Kunmo huyó entre los xiongnu y fue criado por su rey.
Poco a poco, los xiongnu se fueron haciendo más fuertes y estalló la guerra con los yuezhi. Hubo al menos cuatro guerras según las fuentes chinas.
La primera guerra estalló durante el reinado del monarca xiongnu Touman (que murió en 209 AEC), que atacó repentinamente a los yuezhi. Los yuezhi querían matar a Modu (el hijo del rey xiongnu que Touman mantenía como rehén de ellos), pero Modu les robó un buen caballo y logró escapar a su país. Posteriormente mató a su padre y se convirtió en monarca de los xiongnu. Parece que los xiongnu no derrotaron a los yuezhi en esta primera guerra.
La segunda guerra tuvo lugar en el 7.º año de la era Modu (203 AEC). En esta guerra, una gran área del territorio originalmente perteneciente a los yuezhi fue tomada por los xiongnu y la hegemonía de los yuezhi comenzó a temblar.
La tercera guerra probablemente fue en 176 AEC (o poco antes). Liderados por uno de los jefes tribales de Modu, los xiongnu invadieron el territorio yuezhi en la región de Gansu y lograron una victoria aplastante.
Modu se jactó en una carta (174 AEC) al emperador Han de que, debido a «la excelencia de sus hombres de combate y la fuerza de sus caballos, ha logrado eliminar a los yuezhi, matando o sometiendo a obediencia a todas las tribus».
A pesar de su terrota ente los xiongnu, alrededor del año 173 AEC, los yuezhi atacaron y derrotaron a los wusun, mataron a su rey (chino: kunmi 昆彌 o kunmo 昆莫) conocido como Nandoumi (chino: 難兜靡) y se apoderaron de sus tierras.
El hijo de Modu, Laoshang Chanyu (reinó 174-166 AEC), posteriormente mató al rey de los yuezhi y, de acuerdo con las tradiciones nómadas, «hizo una taza para beber de su cráneo» (Shiji 123).

## Destino de los Yuezhi Menores (Xiǎo Yuèzhī, 小月氏) (desde 165AEC)
Una parte de los yuezhi se mudaron a las «montañas del sur», que se cree que son las montañas Qilian en el borde de la meseta del Tíbet. Se dice que algunos se asentaron entre los qiang (en el actual Qinghai) y participaron en la rebelión de la provincia de Liang (184-221 EC) contra la dinastía Han oriental. 
Otros podrían haber pasado a formar parte del pueblo Jie de Shanxi, que estableció el estado Zhao Posterior del siglo IV EC (aunque esto sigue siendo controvertido).
Finalmente, otro grupo de yuezhi fundó la ciudad-estado de Cumuḍa (actualmente Kumul o Hami) en el Tarim oriental.

## Los Yuezhi Mayores (Dà Yuèzhī, 大月氏) en Asia Central (de 165AECa 30EC)

### Éxodo de los Yuezhi Mayores al valle delrío Ilí(165-132AEC) y a laSogdiana(132-120AEC)
La parte principal, los Yuezhi Mayores (Dà Yuèzhī, 大月氏), comenzaron a migrar hacia el noroeste alrededor del año 165 AEC, primero se establecieron en el valle de río Ili (en Zhentysu, Dzungaria, inmediatamente al norte de las montañas Tian Shan), donde derrotaron y expulsaron a los sai (sacas) que lo habitaban: «Los yuezhi atacaron al rey de los Sai [sacas, para los chinos]  que se movieron una distancia considerable hacia el sur y los yuezhi ocuparon sus tierras» (Libro de Han 61 4B). Los wusun se reasentaron en las antiguas tierras yuezhi del Gansú occidental como vasallos de los xiongnu.
En 133-132 AEC, los wusun, aliados con los xiongnu, y en venganza de un conflicto anterior, lograron de nuevo desalojar a los yuezhi del valle de río Ilí, obligándolos a moverse hacia el suroeste. Los Yuezhi Mayores se establecieron en la civilización urbana situada en la de la vecina Dayuan (Sogdiana, actualmente Tayikistán y Uzbekistán), al norte del río Oxus y de la Bactriana.

### La visita deZhang Qian(126AEC)

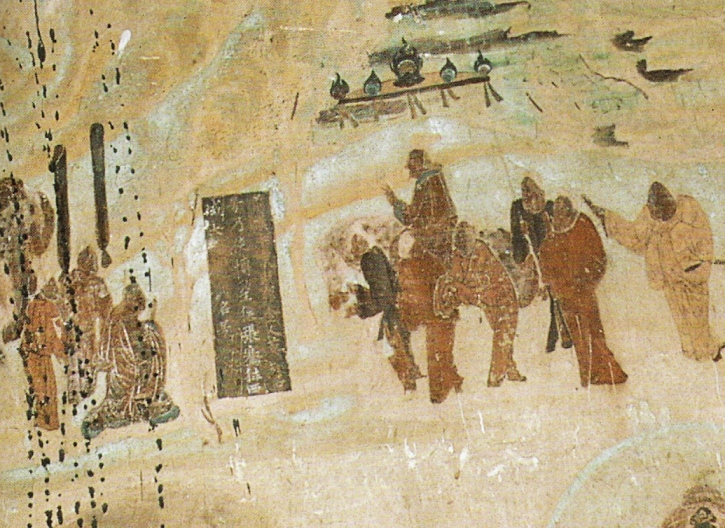
Mural (c. 618-712 EC) de las cuevas de Mogao, que representa la misión china de Zhang Qian a los yuezhi en 126 AEC.

Los yuezhi fueron visitados en 126 AEC en Sogdiana por una misión china, dirigida por Zhang Qian, que buscaba una alianza ofensiva con los yuezhi contra los xiongnu.
Zhang Qian, que pasó un año en Transoxiana y Bactriana, escribió un relato detallado en el Shiji, que da una amplia visión de la situación en Asia Central en ese momento. El hijo del asesinado rey yuezhi rechazó la solicitud de alianza, y prefirió mantener la paz en lugar de buscar venganza.
Zhang Qian también informó:
Los Yuezhi Mayores viven a 2.000 o 3.000 li [832-1.247 km] al oeste de Dayuan [valle de Fergana], al norte del río Gui [en chino, en griego Oxus, hoy Amu Darya ]. Limitan al sur con Daxia [ Bactriana ], al oeste con Anxi [ Partia ], y al norte con Kangju [más allá del Jaxartes/Syr Darya medio]. Son una nación de nómadas, moviéndose de un lugar a otro con sus rebaños, y sus costumbres son como las de los xiongnu. Disponen de unos 100.000 o 200.000 guerreros con arco. (Shiji, 123)
En un análisis exhaustivo de los tipos físicos y las culturas de Asia Central, Zhang Qian informa:
Aunque los estados desde Dayuan al oeste hasta Anxi [ Partia ], hablan idiomas bastante diferentes, sus costumbres son generalmente similares y sus idiomas mutuamente inteligibles. Los hombres tienen ojos hundidos y grandes barbas y bigotes. Son hábiles en el comercio y regatearán una fracción de moneda. Respetan mucho a las mujeres, y los hombres toman decisiones siguiendo el consejo de sus mujeres. (Shiji, 123)
Zhang Qian también describió los restos del Reino Greco-Bactriano al otro lado del río Gui (Oxus, hoy Amu Darya) como una serie de ciudades-estado autónomas bajo la soberanía yuezhi:
Daxia [ Bactriana ] se encuentra a más de 2.000 li al suroeste de Dayuan, al sur del río Gui [ Oxus ]. Su gente cultiva la tierra y tiene ciudades y casas. Sus costumbres son como las de Ta-Yuan [ Dayuan, Fergana]. No tiene un único rey, sino muchos pequeños jefes que gobiernan las diversas ciudades. La gente no es buena guerrera y teme la batalla, pero son inteligentes en el comercio. Después de que los Yuezhi Mayores se movieran hacia el oeste y atacaran esas tierras, todo el país quedó bajo su dominio. La población del país es grande, de 1.000.000 o más de personas. La capital se llama la ciudad de Lanshi y tiene un mercado donde se compran y venden todo tipo de bienes.(Shiji, 123)

### Últimos informes chinos
La siguiente mención de los Yuezhi en fuentes chinas se encuentra en el capítulo 96A del Libro de Han (completado en el año 111 AEC), relacionado con principios del siglo I AEC.
Aquí describe que los yuezhi ocupan toda la Bactria, organizados en cinco tribus o xīhóu principales (chino: 翖侯, «Príncipe Aliado»). Estas tribus eran conocidas por los chinos como:
- Xiūmì (休密) in Wakhān Occidental y Zibak;
- Guìshuāng (貴霜) en Badakhshan y territorios adyacentes al norte del Oxus;
- Shuāngmí (雙靡) en la región de Shughnan o Chitral.[31]
- Xīdùn (肸頓) en la región de Balkh.
- Dūmì (都密) en la región de Termez.[32]

El Libro de Han Posterior (siglo V EC) también registra la visita de los enviados yuezhi a la capital china en el año 2 AEC, que dieron enseñanzas orales sobre sutras budistas a un estudiante, lo que sugiere que ya había yuezhi budistas en el siglo I AEC.
El capítulo 88 del Libro de Han Posterior se basa en un informe de Ban Yong, basado en las campañas de su padre Ban Chao a finales del siglo I EC. Informa que una de las cinco tribus yuezhi, los Guishuang, había logrado tomar el control de la confederación tribal:
Más de cien años después, el xihou de Guishuang, llamado Qiujiu Que (chino: 丘就卻, Kujula Kadphises) atacó y exterminó a los otros cuatro xihou. Se estableció como rey de un reino llamado Guishuang [ Kushan ]. Invadió Anxi [ Partia ] y tomó la región de Gaofu (chino: 高附, Kabul). . También derrotó a los reinos de Puda (chino: 濮達) y Jibin (chino: 罽賓, Kapiśa-Gandhāra). Qiujiu Que (Kujula Kadphises) tenía más de ochenta años cuando murió. Le sucedió su hijo Yan Gaozhen (chino:閻高珍) (Vima Takto). Regresó y derrotó a Tianzhu [noroeste de la India] e instaló a un general para supervisarlo y dirigirlo. Los Yuezhi se hicieron extremadamente ricos. Todos los reinos llaman [a su rey] el Rey de Guishuang [ Kushan ], pero los Han los llaman por su nombre original, Da Yuezhi. (Libro de Han Posterior, trad. John Hill)
Una anotación china posterior en Shiji de Zhang Shoujie (citando a Wan Zhen 萬震 en Nánzhōuzhì 南州志 ["Cosas extrañas de la región sur"], un texto ahora perdido del siglo III EC del reino Wu), describe a los kushans como viviendo en la misma área general al norte de la India, en ciudades de estilo grecorromano y con artesanía sofisticada.
La cita es dudosa, ya que Wan Zhen probablemente nunca visitó el reino Yuezhi a través de la Ruta de la Seda, aunque podría haber reunido su información de los puertos comerciales de la costa sur. Las fuentes chinas continuaron usando el nombre yuezhi y rara vez usaron el kushan (o guishuang) como un término genérico:
Los Yuezhi Mayores se encuentran a unos 7.000 li [2.910 km] al norte de la India. Su tierra está a gran altura; el clima es seco; La región es remota. El rey se llama a sí mismo «Hijo del Cielo». Hay tantos caballos de montar en ese país que el número a menudo alcanza varios cientos de miles. Los diseños de las ciudades y los palacios son bastante similares a los de Daqin [ Imperio Romano ]. Tienen la piel sonrosada. Son hábiles en el tiro con arco a caballo. Los productos locales, las rarezas, los tesoros, la ropa y la tapicería son muy buenos, e incluso la India no se puede comparar con ellos. (Wan Zhen, siglo III EC )

### Los kushán enBactriana
Los griegos de Alejandro Magno conquistaron Bactriana en el siglo III AEC. Desde entones cayó bajo la influencia de la civilización helenística de los seléucidas. El resultado fue que el Reino Greco-Bactriano sobrevivió hasta el siglo II AEC. 
Varios pueblos nómadas presionaban este reino, llegando a quemar la ciudad de Alejandría en el Oxus en el 145 AEC. El último rey grecobactriano, Heliocles I, se retiró y trasladó su capital al valle de Kabul. Alrededor de 140-130 AEC, el estado grecobactriano fue conquistado por los nómadas y disuelto.
El geógrafo griego Estrabón menciona estos hechos en su relato de las tribus de Asia central a las que llamó «escitas»:
Todos, o la mayor parte de ellos, son nómadas. Las tribus más conocidas son las que privaron a los griegos de Bactriana: los Asii, Pasiani, Tochari y Sacarauli, que vinieron de las estepas situadas al otro lado de los Jaxartes [ Syr Darya ], frente a los Sacae y Sogdiani. (Estrabón, )
El historiador romano Pompeyo Trogo (siglo I AEC) atribuyó la destrucción del estado greco-bactriano a los Sacaraucae y los asiáticos «reyes del Tochari». Tanto Pompeyo como el historiador romano Justino (siglo II EC) registran que el rey parto Artabano II fue mortalmente herido en una guerra contra los tocarios el 124 AEC. Se han propuesto varias relaciones entre estas tribus y las nombradas en fuentes chinas, pero siguen siendo polémicas.
Después de establecerse en Bactria, los yuezhi se helenizaron hasta cierto punto, como lo demuestra su adopción del alfabeto griego y algunas monedas restantes, acuñadas al estilo de los reyes grecobactrianos, con el texto en griego.

#### Las alfombras de Noin-Ula
Según Sergey Yatsenko, las alfombras con vívidas escenas bordadas descubiertas en Noin-Ula fueron hechas por los yuezhi en Bactria, y fueron obtenidas por los xiongnu a través del intercambio comercial o el pago tributario, ya que los yuezhi pueden haber permanecido como tributarios de los xiongnu durante mucho tiempo después de su derrota.
Las alfombras bordadas se encontraban entre los artículos de lujo más preciados para los xiongnu. Se cree que las figuras representadas en las alfombras reflejan la vestimenta y las costumbres de los yuezhi mientras estaban en Bactriana en los siglos I AEC-I EC.

#### Las tumbas de Tillya Tepe

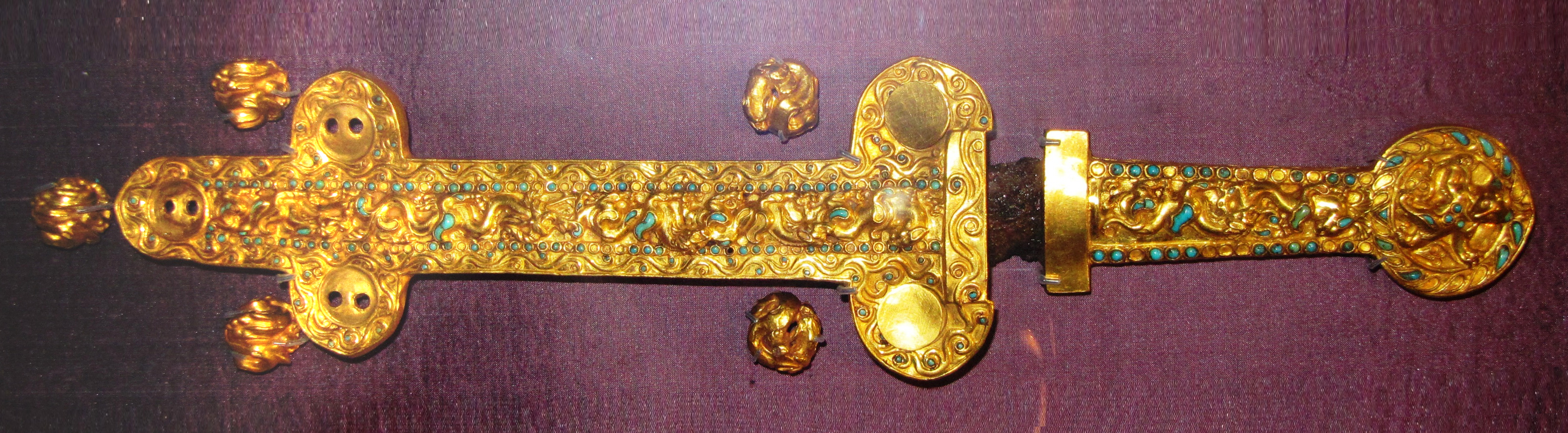
Una daga encontrada en Tillya Tepe.

Las tumbas de Tillya Tepe, en las que se han encontrado numerosos objetos (siglos I AEC - I EC), pertenecieron probablemente a los yuezhis / kushanos de poco después de la caída del Reino Greco-Bactriano y antes del surgimiento del Imperio Kushan. Corresponden a una época en que los yuezhis aún no habían entrado en contacto con el budismo.

### Los kushán en el Hindu Kush
El área del Hindu Kush (Paropamisadae) estaba bajo el Reino indogriego occidental hasta el reinado de Hermaeus (reinó 90-70 AEC). Después de esa fecha, no se conocen reyes indogriegos en el área. Según Bopearachchi, no se ha encontrado ningún rastro de ocupación indo-escita (ni monedas de los principales gobernantes indo-escitas como Maues o Azes I) en Paropamisade y Gandhara occidental. Es posible que los kushan conquistaran el Hindu Kush, que había estado durante casi dos siglos bajo dominación greco-bactriana.
Al igual quenya había hecjo en Bactriana con las monedas grecobactrianas, los kushán copiaron las monedas de Hermeaus a gran escala, hasta alrededor del año 40 EC, cuando el diseño se mezcla con la acuñación del rey kushán Kujula Kadphises.

## En el Imperio Kushán
A partir de ese momento, extendieron su control sobre la zona noroeste del subcontinente indio, fundando el Imperio Kushan, que gobernaría la región durante varios siglos. A pesar de su cambio de nombre, la mayoría de los autores chinos siguieron refiriéndose a los kushanas como los yuezhi.
Los kushán se expandieron hacia el este durante el siglo I EC. El primer emperador kushán, Kujula Kadphises, asoció sus monedas ostensiblemente con las del rey greco-bactriano Hermaeus.

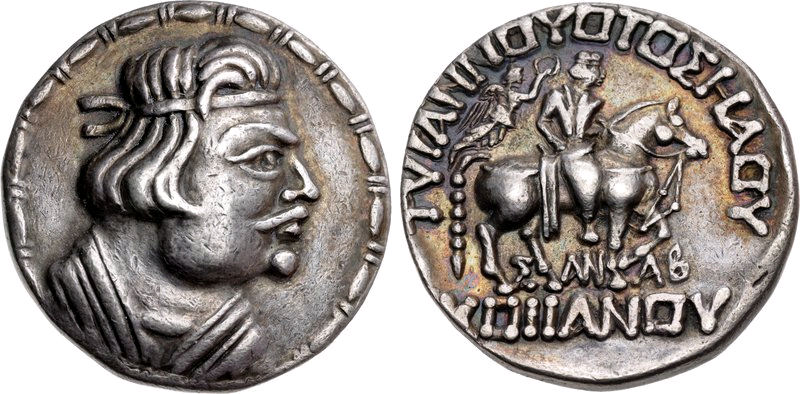
El primer autoproclamdado rey Heraios (1–30 EC) en estilo greco-bactriano
Anverso: Busto of Heraios, con la diadema real griega.
Reverso: Rey ecuestre, coronado por Nike, diosa griega de la victoria. Leyenda griega: TVPANNOVOTOΣ HΛOV – ΣΛNΛB – KOÞÞANOY «El tirano Heraios, Sanav [significado desconocido] de los kushanos»

Los kushanos integraron el budismo en un panteón de muchas deidades y se convirtieron en grandes promotores del budismo mahayana, y sus interacciones con la civilización griega ayudaron al florecimiento de la cultura gandhariana y del grecobudismo.
Durante los siglos I y II EC, el Imperio kushan se expandió militarmente hacia el norte y ocupó partes de la cuenca del Tarim, lo que le situó en el centro del lucrativo comercio centroasiático con el Imperio romano. Los kushanos se aliaron militarmente con los chinos contra enemigos mutuos. En el 84 EC, participó en una campaña con el general chino Ban Chao contra los sogdianos, que intentaban apoyar una revuelta del rey de Kashgar.
Alrededor del año 85 EC, los kushanos también ayudaron a los chinos en un ataque a Turpan, al este de la cuenca del Tarim.

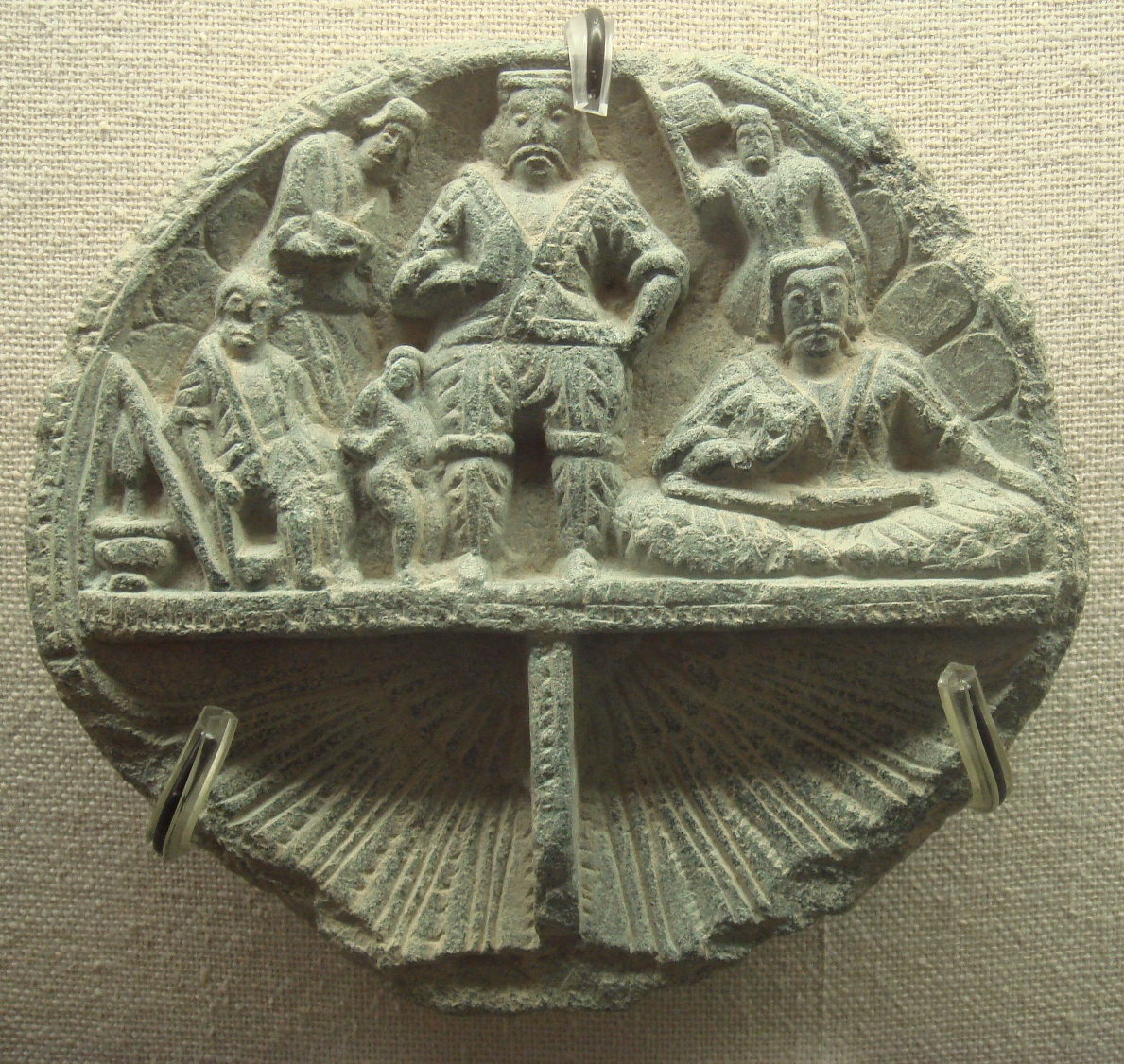
Posible rey kushán y asistentes, paleta de piedra de Gandhara, s. I EC.

Tras el apoyo militar prestado a los Han, el emperador kushan solicitó una alianza matrimonial con una princesa Han y envió regalos a la corte china con la esperanza de que esto ocurriera. Tras la negativa de la corte Han, un ejército kushan de 70.000 hombres marchó sobre Ban Chao en el 86  EC. Al parecer, el ejército kushán estaba agotado cuando llegó a Ban Chao y fue derrotado por la fuerza china. Los kushán se retiraron y posteriormente pagaron tributo al emperador chino Han He (89-106 EC).
Hacia el año 120 EC, las tropas kushanas instalaron en el trono de Kashgar a Chenpan (un príncipe que les había sido enviado como rehén y que se había convertido en uno de los favoritos del emperador kushano), ampliando así su poder e influencia en la cuenca del Tarim. Allí introdujeron la escritura brahmi, la lengua india prakrit para la administración y el arte greco-budista, que evolucionó hasta convertirse en arte serindio.
Tras esta expansión territorial, los kushán introdujeron el budismo en el norte y el noreste de Asia, tanto mediante misiones directas como mediante la traducción de las escrituras budistas al chino.

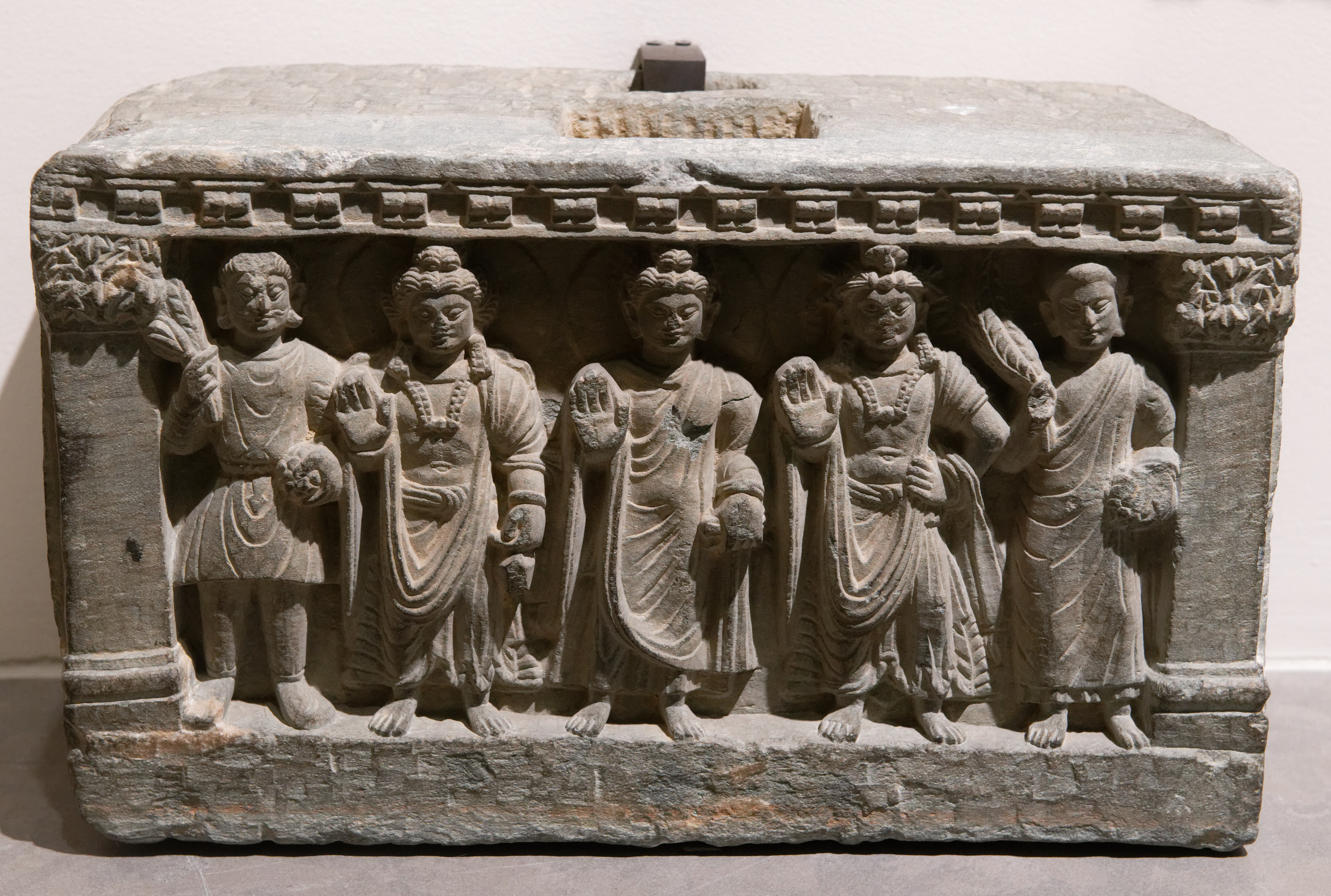
Arte budista c. 300 EC, representamdo (de izquierda a derecha) a un budista laico kushán, Maitreya, Buda, Avalokitesvara y un monje budista kushán.

Entre los principales misioneros y traductores kushanos se encontraban Lokaksema (nacido hacia 147 EC) y Dharmaraksa (c. 233 - c. 311), ambos influyentes traductores de los sutras Mahayana al chino. Fueron a China y establecieron escuelas de traducción, situándose así en el centro de la transmisión del budismo por la Ruta de la Seda.
En los Registros de los Tres Reinos (cap. 3), se registró que en 229 EC "El rey de los Da Yuezhi [kushán], Bodiao 波調 [ Vasudeva I ], envió a su enviado a presentar tributo, y Su Majestad [el emperador Cao Rui ] le concedió el título de Rey de los Da Yuezhi Íntimo de los Wei (Ch: 親魏大月氏王, Qīn Wèi Dà Yuèzhī Wáng). "
Poco después, el poder militar de los kushanas empezó a declinar. El Imperio sasánida de Persia, rival de los kushán, extendió su dominio a Bactriana durante el reinado de Ardashir I hacia el 230 EC, Los sasánidas también ocuparon la vecina Sogdiana hacia el 260 EC y la convirtieron en satrapía.
A lo largo de los siglos III y IV, el Imperio kushan fue dividido y conquistado entre los sasánidas, las tribus heftalitas del norte y los imperios Gupta y Yaudheya de la India.